# 瓦氏無鬚魮
瓦氏無鬚魮（学名：Puntius waageni）是輻鰭魚綱鯉形目鯉科的一個種，於1872年由Francis Day描述，分布於亞洲巴基斯坦，為特有種，棲息在中底層水域。